# ターボ (映画)
『ターボ』（原題: Turbo）は、2013年のアメリカの3DCGによる3Dアニメ映画。制作はドリームワークス・アニメーション。アメリカ合衆国では、2013年7月17日で公開された。日本では劇場未公開だったが、2014年4月23日にBlu-ray Disc&DVDで発売された。

## あらすじ
カタツムリのテオは、人間のカーレースの世界に強い憧れを抱いていた。自分のことをターボと称し、カーレーサーとしてレースに出場することを夢見ていた。だが、現実は鳥に襲われるのを恐れ、人間が手入れする畑から野菜を手に入れる日々を送っていた。
カーレースの世界では、ギー・ガニエという男が活躍していた。テオはガニエに憧れ、彼のようになりたいと思っていた。ある日、カタツムリ達が狙っていたトマトが地面に落下しそれを取りに行こうとするが、人間が芝刈りを始めてしまう。他のカタツムリ達は死ぬのを恐れ、取りに行くのを諦めるが、テオは諦めず、トマトを取りに向かった。結果、芝刈り機に巻き込まれそうになるが、他のカタツムリ達がホースの水を使い、テオを弾き飛ばした事でトマトを犠牲に彼は助かった。
これが原因でテオは素早く動けなかった事実にショックを受ける。悲しみに暮れ、町を彷徨い歩いていた際、車が通り過ぎる時の風圧に負け弾き飛ばされる。そして、テオが辿り着いたのは、カーレース中の車の内部だった。テオはそこでニトロを全身に浴び、車の外部に弾き飛ばされると意識を失った。
目を覚ましたテオは集会中の皆の元に戻ったが、前と体の様子が違っていた。テオの目はライトのように光ることができ、口からはラジオが流れるようになっていた。しかも、高速で移動することができた。
調子に乗ったテオは騒動を起こし、仲間から愛想を尽かされてしまう。兄のチェットと共に住処を追い出されることになり、今までテオを庇い尻拭いをしてきたチェットは激怒する。その時、カラスが現れチェットは捕まってしまう。テオは猛スピードでカラスを追いかけ、チェットを救い出す。
激しく口論していたテオとチェットだったが、口論に夢中で気づかなかった人間のティトに拾われてしまう。ティトは仲間達とカタツムリレースを行っていた。そこでテオは猛スピードで走り抜け、ティト達を驚かせる。チェットは変わってしまった弟に恐怖した。
ティトは兄のアンジェロとタコス店を経営していた。アンジェロはカタツムリレースに明け暮れるティトに呆れ、真面目に店を手伝って欲しいと思っていた。ティトはテオがいれば店が流行ると力説するが、まともに聞いてはもらえなかった。
カタツムリレースの参加者であるウィップラッシュ、スキッドマーク、バーン、スムーブムーブ、ホワイトシャドーは速いテオに興味を抱き仲間に誘う。だが、テオはウィップラッシュ達のことを動きが遅いと馬鹿にし、仲間になることを拒んだ。怒ったウィップラッシュは、テオにレースを挑む。テオは自分が勝つと思っていたが、知恵を使ったウィップラッシュ達に負けてしまう。
ティトはタコス店を何とか流行らせたいと思っており、テオはカーレースの「インディ500」に出場することを提案した。ティトとテオはそれぞれ兄にカーレースに出場したいことを話すが、お互い認めてはもらえなかった。
カーレースに出場するためには大金が必要だった。ウィップラッシュ達はバスを乗っ取り、お客をタコス店に案内。そして、テオが素早く動き、お客を楽しませた。タコス店や周囲の店は一時的に繁盛するが、アンジェロはカーレースの出場を認めなかった。しかし、友人達はお金を出し合い、テオをカーレースに出場できるようにしたのだった。
ティトは友人達、テオ、ウィップラッシュ達とカーレースが行われる会場に向かった。道中、皆で協力してテオの殻をおしゃれに飾り、チェットは夢を叶えつつあるテオのことを少しばかり認めながらも、特別な力を失くした後のことを心配していた。
ティトは受付をしようとするが、ルーキーテストを受けていないせいで認めてはもらえなかった。それを受けて、テオは記者、スタッフ、ガニエの前で走り、人々は高速で走るカタツムリのテオに驚き、興味を抱く。記者達はガニエのインタビューをやめ、テオの周りに集まった。
テオの存在はSNSで瞬く間に広まり、大きな騒動に発展した。そして、ガニエの口添えのお陰で、試合に出場できることになる。チェットは車に轢かれるのではないかと心配し、今でも出場に反対していた。テオは兄に受け入れてもらえなかったことに心を痛めながら、夜のサーキットを高い位置から眺める。すると、ガニエの車庫から作業をする音が聞こえ、勇気を出して中に入る。そこで幸運にもガニエ本人と遭遇するのだった。
テオはガニエに認められたと思っていた。だが、ガニエはレースに注目を集めるために、テオを利用しただけだった。テオは複雑な気持ちを抱いたままレースに出場した。ウィップラッシュ達はティト達の代わりにピットクルーを担当し、水を与えたりしてテオのコンディションを整えた。不調だったテオは、ウィップラッシュ達のお陰で本来の自分の走りを取り戻す。巻き返しを図り、二番手に躍り出たが、ガニエはマーブルが落ちているエリアに追い込み、テオの走行を妨害する。
テオは壁に当たり、殻にヒビが入ってしまう。ティト達はこれ以上体が持たないと、棄権することにしたが、テオは諦めなかった。テオはレースに復帰し、ガニエはカタツムリに負けたくないと無理な走りをして事故を起こしてしまう。大渋滞が起こり、他の車はゴールに辿り着くことが不可能となった。ぼろぼろになりながら頑張って走っていたテオもガニエに殻を破壊され速く走る力を失ってしまう。テオはゴールを諦め、殻に窄んだ。そんなテオを見て憤りを感じたチェットは、カラスに乗ってテオの近くまで寄って励ましゴールする事を約束させた。テオは兄の言葉に勇気をもらい、ゴールに向けて這っていった。それを見た観客達は、拍手を送る。
だが、ガニエも諦めておらず、車を引きずりながらゴールを目指す。そして、テオのことを踏み潰そうとした時、テオの後ろで勢いよく踏まれた足から出た風によってテオは窄み転がり、一位でゴールした。テオとチェットは喜び合い、ティトは店に戻って新しいオーブンをアンジェロにプレゼントした。タコス店やティトの友人達の店にはお客が集まり、大盛況になる。そして、ティト達はお客の前でカタツムリレースを開催。殻が治ったテオは、速く走れる力を取り戻し、速く走れるよう装備を身に着けたウィップラッシュ、スキッドマーク、バーン、スムーブムーブ、ホワイトシャドーと共にスタートラインを切った所で物語は終わる。

## 声の出演
※括弧内は日本語吹替
- ターボ - ライアン・レイノルズ（松本保典）
- チェット - ポール・ジアマッティ（岩崎ひろし）
- ティト - マイケル・ペーニャ（佐藤せつじ）
- ギー・ガニエ - ビル・ヘイダー（大塚芳忠）
- アンジェロ - ルイス・ガスマン（チョー）
- パズ - ミシェル・ロドリゲス（本田貴子）
- ボビー - リチャード・ジェンキンス（後藤哲夫）
- キム・リー - ケン・チョン（佐々木睦）
- ウィップラッシュ - サミュエル・L・ジャクソン（玄田哲章）
- スムーヴムーヴ - スヌープ・ドッグ（小森創介）
- スキッドマーク - ベン・シュワルツ（近藤隆）
- バーン - マーヤ・ルドルフ（斉藤貴美子）
- ホワイトシャドー - マイケル・ベル（乃村健次）
- インディ500レース主催者CEO - カートウッド・スミス（乃村健次）

その他日本語吹き替え：金尾哲夫、浦山迅、青木強、後藤ヒロキ、清水秀光、志賀麻登佳、林大地、角田紗里、坂井恭子、吉田麻実、丸山有香、風雅なおと

## 評価
レビュー・アグリゲーターのRotten Tomatoesでは115件のレビューで支持率は67%、平均点は6.10/10となった。Metacriticでは30件のレビューを基に加重平均値が58/100となった。

## サウンドトラック
映画音楽はヘンリー・ジャックマンが作曲し、2013年7月16日にレラティビティ・ミュージック・グループよりデジタル発売された。
| #         | タイトル                              | 作詞  | 作曲・編曲 | 時間 |
| --------- | ------------------------------------- | ----- | ---------- | ---- |
| 1.        | 「Let the Bass Go」                   |       |            | 3:55 |
| 2.        | 「Another Day at the Plant」          |       |            | 2:52 |
| 3.        | 「It's Tricky」                       |       |            | 3:04 |
| 4.        | 「What's New Pussycat?」              |       |            | 2:19 |
| 5.        | 「Drop It Like It's Hot」             |       |            | 4:28 |
| 6.        | 「Supersnail」                        |       |            | 1:47 |
| 7.        | 「Meet the Competition」              |       |            | 2:35 |
| 8.        | 「Krazy」                             |       |            | 3:44 |
| 9.        | 「Jump Around」                       |       |            | 3:39 |
| 10.       | 「Goin' Back to Indiana」             |       |            | 3:32 |
| 11.       | 「The Snail is Fast」                 |       |            | 3:18 |
| 12.       | 「Indianapolis」                      |       |            | 2:30 |
| 13.       | 「Tuck & Roll」                       |       |            | 4:21 |
| 14.       | 「Speedin」                           |       |            | 2:21 |
| 15.       | 「Here We Come」                      |       |            | 2:31 |
| 16.       | 「Eye of the Tiger」(Sher Gunn Remix) |       |            | 5:52 |
| 17.       | 「Saturday Night」                    |       |            | 4:01 |
| 18.       | 「Turbo」                             |       |            | 2:49 |
| 合計時間: | 合計時間:                             | 59:38 |            |      |